# Сарг, Дамьен
Дамьен Сарг (фр. Damien Sargue, настоящее имя — Дамьен Гра, фр. Damien Gras; род. 26 июня 1981, Кан) — французский певец. Известность принесла роль Ромео в мюзикле "Ромео и Джульетта".

## Биография

### Детство
Дамьен Гра родился 26 июня 1981 года в городе Кан, Франция. Его мать Мириам, агент по недвижимости, и отец Пьер, строительный подрядчик, развелись, когда Дамьену был всего год. У Дамьена есть брат Жульен и две сестры — Сара и Жюли. В 8 лет он по настоянию матери начал заниматься вокалом.

### Карьера
В 10 лет Дамьен с песней «Emmen-moi» в программе «Sacrée soirée» («Святая вечеря») выиграл конкурс телеканала TF1 «Les numeros 1 de demain» (Завтрашний «Номер 1»), и получил предложение записать сингл. Сингл вышел в 1992 году под названием «Emmene-moi», при этом Дамьен взял в качестве псевдонима фамилию Данца (персонажа Тони Данца из сериала «Кто здесь босс?»). Дамьен совмещал учёбу в школе и занятия музыкой, регулярно выступая на различных фестивалях и конкурсах во Франции. На конкурсе французской песни в Каннах, Сарг получил первый приз.
В 1996 году Дамьен получил предложение войти в дублирующий состав мюзикла «Нотр-Дам де Пари» для исполнения партий Феба и Грингуара. Ради такого шанса ему пришлось бросить школу. Новым псевдонимом Дамьена стала фамилия Сарг (по одной из версий Sargue — наоборот «eu Gras» — в переводе «был Гра»).
Звёздный час Дамьена наступил, когда он получил роль Ромео в мюзикле Жерара Пресгюрвика «Ромео и Джульетта». В 2000 году вышел альбом «Romeo & Juliette — De la haine a l’‘amour». Композиции с пластинки одна за другой становились золотыми, платиновыми и бриллиантовыми во франкоговорящих странах. Всего было создано три компакт-диска с 37 песнями из этой постановки.
В 2004 году Сарг озвучил графа Рауля де Шаньи во французской версии фильма «Призрак Оперы». В 2007 году у Дамьена выходит сольный альбом «Damien Sargue». В 2009 году песня «Les rois du monde» в исполнении Дамьена стала саундтреком к фильму «Инкогнито».
В 2012 году Дамьен получил роль Пиноккио в мюзикле «Пиноккио. Возрождение».
В сентябре 2013 года принял участие в четвёртом сезоне французской версии шоу «Танцы со звёздами», где занял 9 место.
В 2016 году получил роль Арамиса в мюзикле «Три мушкетёра».
В 2023 году артисту снова удалось принять участие в мюзикле "Ромео и Джульетта" вместе со своей партнёршей по сцене Сесилией Карой, с которой они исполняли в 2001 году роли Ромео Монтекки и Джульетты Капулетти.

### Личная жизнь
С 1998 по 2000 год он встречался с певицей Элен Сегара. В 2001 году встречался с танцовщицей Кристин Ассид. В 2009 году Дамьен и певица Джой Эстер поженились в Лас-Вегасе. Но в 2011 году они расстались, так официально и не зарегистрировав отношения во Франции. С 2010 года по настоящее время состоит в отношениях с Эмили Судре, в 2014 году у них родилась дочь Билли-Роуз. В 2017 году они поженились.

## Мюзиклы
- Нотр-Дам де Пари (1998) — дублёр (Гренгуар / Феб)
- Десять заповедей (2000) — дублёр (царь Египта)
- Ромео и Джульетта: От ненависти до любви (2001—2002) — Ромео Монтекки
- Ромео и Джульетта: Дети Вероны (2006—2007, 2010—2011, 2018-2019) — Ромео Монтекки
- Пиноккио. Возрождение (2012) — Пиноккио
- Три мушкетёра (2016—2017) — Арамис
- Les comedies musicales (2022)
- Romeo et Juliette (2023) - Ромео Монтекки

## Дискография

### Альбомы
1. «Roméo et Juliette, de la Haine à l’Amour» (2000)
2. «Damien Sargue» (2007, Universal Music France)
3. «Romeo et Juliette les enfants de verone» (2010, 2011)
4. «Pinocchio la renaissance» (2011)
5. «Forever Gentlemen» (2013) (совместно с Дани Брийаном, Роком Вуазин, Гад Эльмалехом, Гару, Эмманюэлем Муаром, Венсаном Никло, Полом Анка и другими)
6. «Latin Lovers» (2014) (совместно с Хулио Иглесиасом младшим) и Нуно Ресенде)
7. «Les Trois Mousquetaires» (2016)

### Синглы
1. «Emmène-moi» (1992, Baxter Music)[10]
2. «Les Rois du monde» (2000)
3. «Aimer» (2000)
4. «Un jour» (2000)
5. «On dit dans la rue» (2000)
6. «Merci» (2004, Mercury Records)
7. «Elle vient quand elle vient»
8. «Quelque chose pour quelqu’un» (2004, Mercury Records)
9. «Elle vient quand elle vient» (2005)
10. «Avoir 20 ans» (2010)
11. «On prie» (2010)
12. «Un faux départ» (2013)
13. «La belle vie» (2013)
14. «Vous les femmes de Хулио Иглесиас» (2014)
15. «Solamente Tú» (2014)
16. «Un jour» (2015)
17. «J’ai besoin d’amour comme tout le monde» (2016)

## Фильмография
| Год  |   | Русское название                         | Оригинальное название                   | Роль                |
| ---- | - | ---------------------------------------- | --------------------------------------- | ------------------- |
| 2002 | в | Ромео и Джульетта: От ненависти до любви | Roméo & Juliette: De la haine à l'amour | Ромео Монтекки      |
| 2004 | ф | Призрак Оперы                            | The Phantom Of The Opera                | граф Рауль де Шаньи |
| 2010 | в | Ромео и Джульетта: Дети Вероны           | Roméo & Juliette: Les Enfants de Vérone | Ромео Монтекки      |
| 2017 | в | Три мушкетёра                            | Les 3 Mousquetaires                     | Арамис              |